# Airspeed Horsa
Die Airspeed AS.51 Horsa war ein vom britischen Flugzeughersteller Airspeed Ltd. für den Truppentransport gebauter Lastensegler im Zweiten Weltkrieg. Benannt wurde das Flugzeug nach dem legendären angelsächsischen Krieger Horsa. Es wurde für den Transport britischer und alliierter Truppen eingesetzt.

## Geschichte
Der Bau von Lastenseglern durch die Briten war eine Reaktion auf den erfolgreichen Einsatz der deutschen DFS-230-Lastensegler, die wesentlich zur Eroberung des belgischen Forts Eben-Emael im Mai 1940 beigetragen hatten. Der Vorteil gegenüber Landungen mit Fallschirmen war, dass die Truppen konzentriert auf einer kleinen Fläche abgesetzt werden konnten, während sie bei Fallschirmeinsätzen meist weit verstreut landeten.
Mit 25 Sitzplätzen (und zwei Piloten) war die Horsa deutlich größer als die US-amerikanische Waco CG-4A (mit maximal 13 Mann Besatzung) und die britische General Aircraft Hotspur (mit nur acht Mann Besatzung), die nur für Trainingseinsätze vorgesehen war. Die AS.51 konnte anstelle von Mannschaften auch einen Willys MB Jeep oder eine 6-Pfünder-Panzerabwehrkanone transportieren.
Die weiterentwickelte AS.58 Horsa Mk.II besaß einen an Scharnieren zu öffnenden Bug, einen verstärkten Boden und zwei Bugräder, um zusätzlich Fahrzeuge aufnehmen zu können. Bei der Horsa Mk.II wurde das Schleppseil an der Nase des Flugzeuges eingehängt, während es bei der Mk.I noch an den beiden Tragflächen angeschlagen wurde.

## Konstruktion und Bau
Die Horsa wurde aufgrund der Spezifikation X.26/40 entwickelt und ab 1940 gebaut. Der Erstflug fand am 12. September 1941 statt. Das Flugzeug wurde als Schulterdecker ausgelegt und wegen des Mangels an anderen Materialien und der Konzeption als Verlustgerät komplett aus Holz gebaut. Die Horsa war einer der ersten Lastensegler mit Bugrad-Fahrwerk für den Start. Danach konnte dieses abgeworfen werden, um anschließend auf einer Unterrumpf-Kufe zu landen. Die Tragflächen waren mit sehr großen pneumatisch gesteuerten Landeklappen und Luftbremsen versehen, mit denen das Flugzeug schnell steil sinken konnte, um in unwegsamem Gelände landen zu können. Die große Lastentür befand sich auf der linken Seite. Das Heck konnte am Boden abgetrennt werden, um den Ausstieg zu erleichtern.
Die Horsa wurde als robust und für einen Gleiter sehr manövrierfähig betrachtet. Die Produktion fand bei Airspeed sowie bei Vertragsfirmen statt, zu denen Austin Motors und der Möbelfabrikant Harris Lebus gehörten. Insgesamt wurden etwa 3800 Exemplare gebaut (die Angaben variieren zwischen 3655 und 5000). Die Spezifikation forderte, dass das Flugzeug in einzelnen Untersektionen gebaut werden sollte, um die Produktion auf verschiedene Standorte zu verteilen und damit den Verlust im Falle eines deutschen Angriffs auf einzelne Hersteller zu minimieren.

## Einsatzhistorie

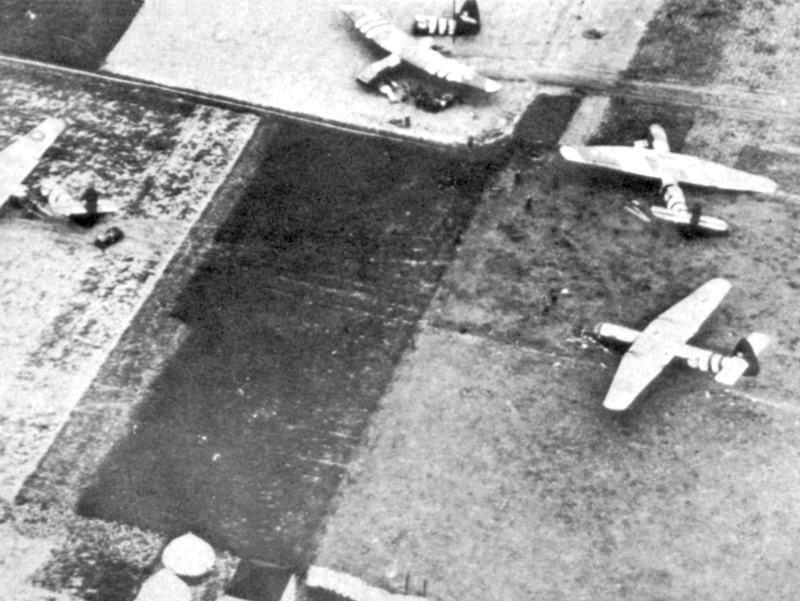
Horsas bei der Operation Market Garden im September 1944

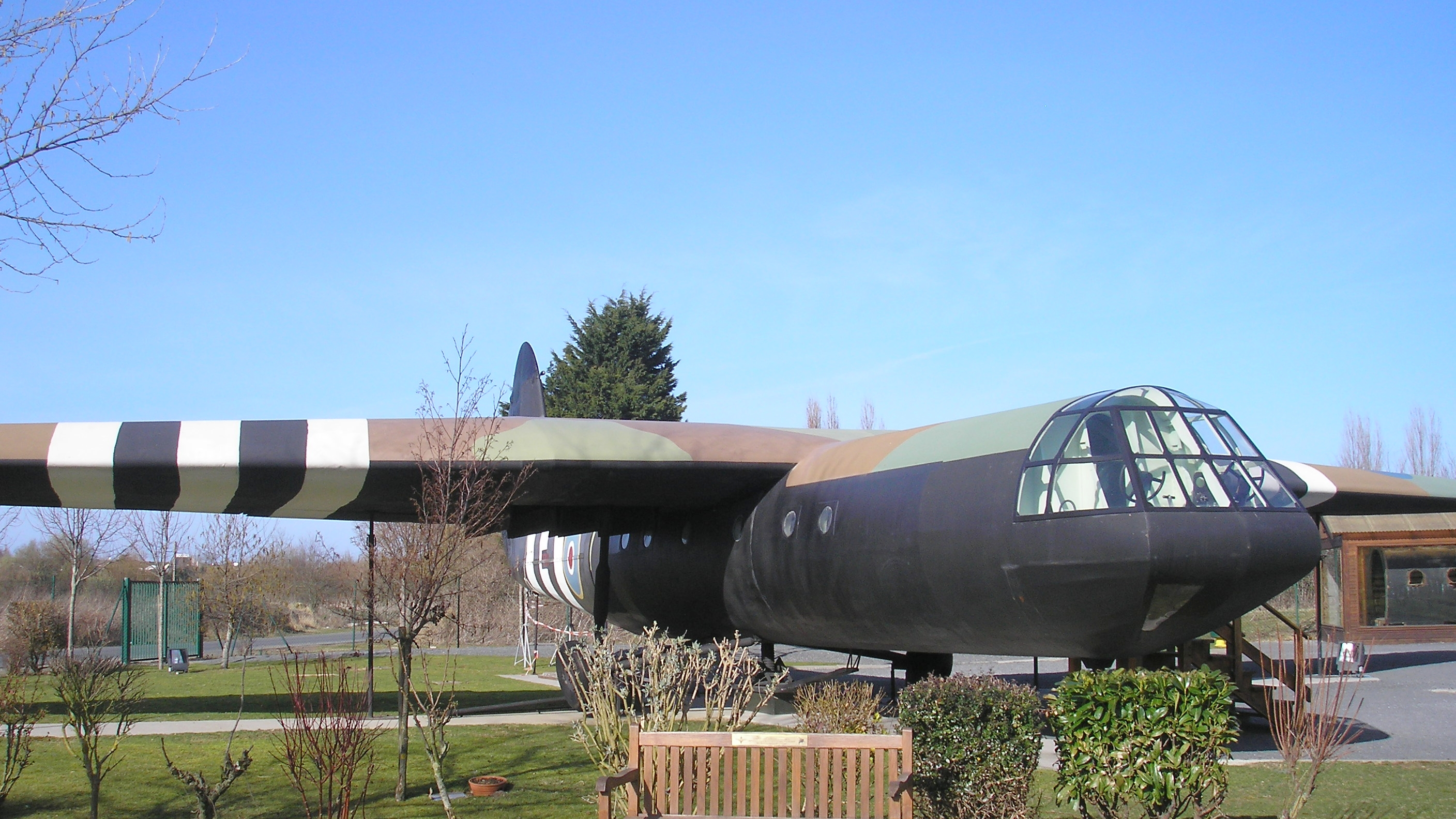
Horsa-Nachbildung bei der Pegasusbrücke (2010)

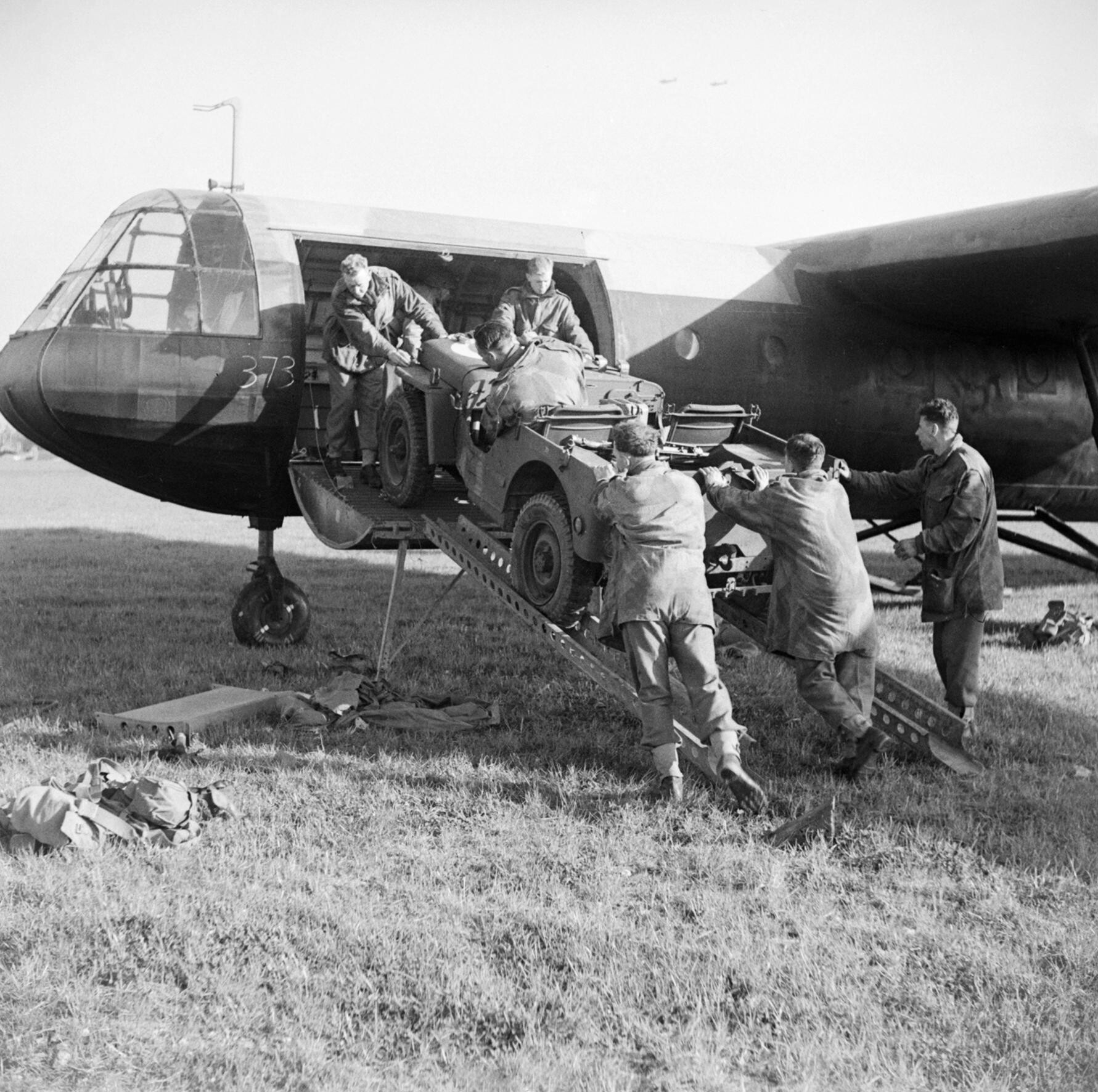
Beladung einer Horsa mit einem Jeep (Übung, 1944).

Einen der ersten Kampfeinsätze hatte die Horsa in der Nacht vom 19. zum 20. November 1942 bei der wegen der Wetterbedingungen fehlgeschlagenen Operation Freshman in Norwegen.
Weitere bekannte Verwendungen: Am 10. Juli 1943, als während der Operation Husky 27 Lastensegler für die Invasion Siziliens eingesetzt wurden. In der Folge wurden zahlreiche Horsa bei der Operation Thursday, Operation Overlord in der Normandie, Operation Dragoon, Operation Market Garden, Operation Repulse und der Operation Varsity verwendet. Die ersten Truppen, die während der Invasion in der Normandie landeten, taten dies mit Horsa-Lastenseglern, um die Pegasusbrücke einzunehmen und damit das Nachrücken der deutschen Verstärkungen zu behindern. Am 5. Juni 2004 wurde zum 60. Jubiläum des D-Day die Nachbildung einer Horsa am Ort der ersten Landung bei der Pegasusbrücke enthüllt.
Für die Einsätze wurden die Horsa wahlweise von Short Stirling, Handley Page Halifax, Armstrong Whitworth Albemarle, Armstrong Whitworth Whitley oder C-47 Dakota geschleppt. Die Piloten der Gleiter kamen üblicherweise vom Glider Pilot Regiment, einem Teil des britischen Army Air Corps, doch kamen gelegentlich auch Piloten der Royal Air Force zum Einsatz. Das Gerät wurde auch von der US-Luftwaffe eingesetzt.

## Technische Daten

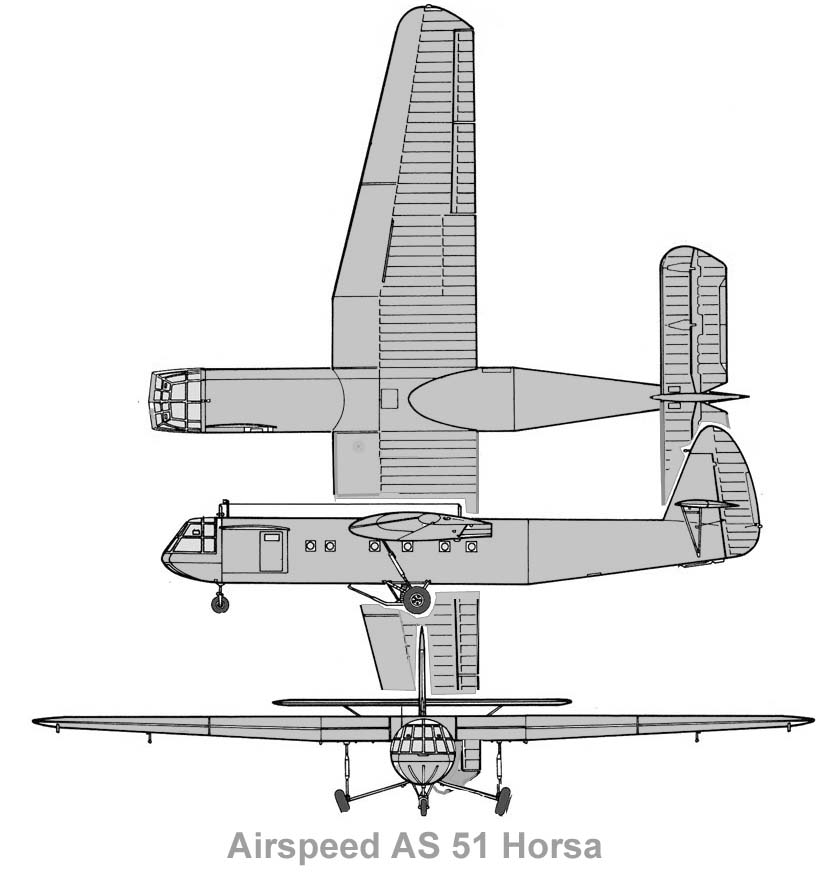
Dreiseitenansicht

| Kenngröße             | Daten                                        |
| --------------------- | -------------------------------------------- |
| Besatzung             | 2                                            |
| Passagiere            | 25                                           |
| Länge                 | 20,40 m                                      |
| Spannweite            | 26,80 m                                      |
| Höhe                  | 6,40 m                                       |
| Flügelfläche          | 106,7 m²                                     |
| Flügelstreckung       | 6,7                                          |
| Leermasse             | 3400 kg                                      |
| Startmasse            | 6920 kg                                      |
| Höchstgeschwindigkeit | im Schlepp: 204 km/h, im Gleitflug: 160 km/h |